# Johan Laurentz Jensen
Johan Laurentz Jensen, né le 8 mars 1800 à Gentofte, et mort le 26 mars 1856 à Copenhague, est un peintre danois, connu pour ses natures mortes.

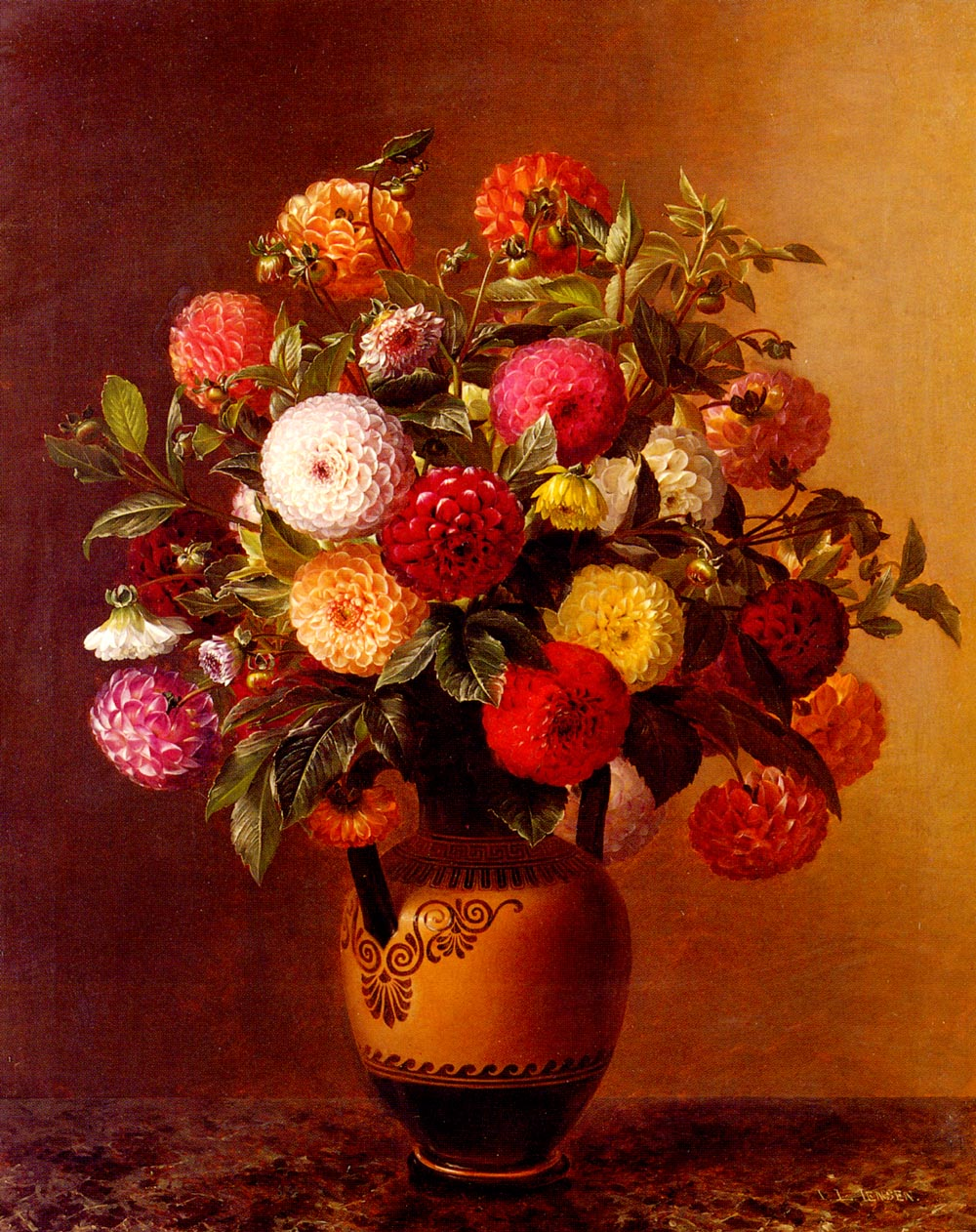
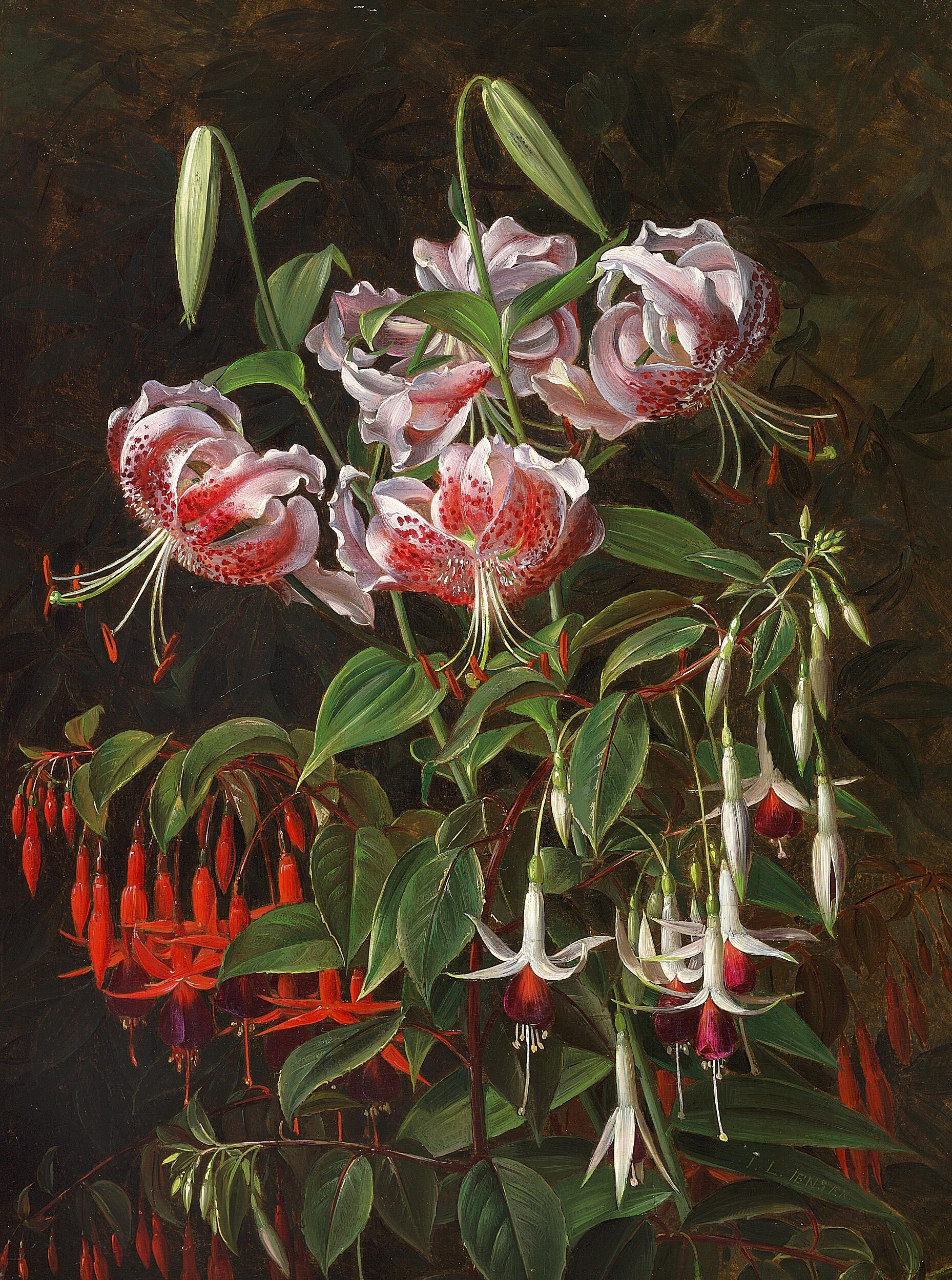
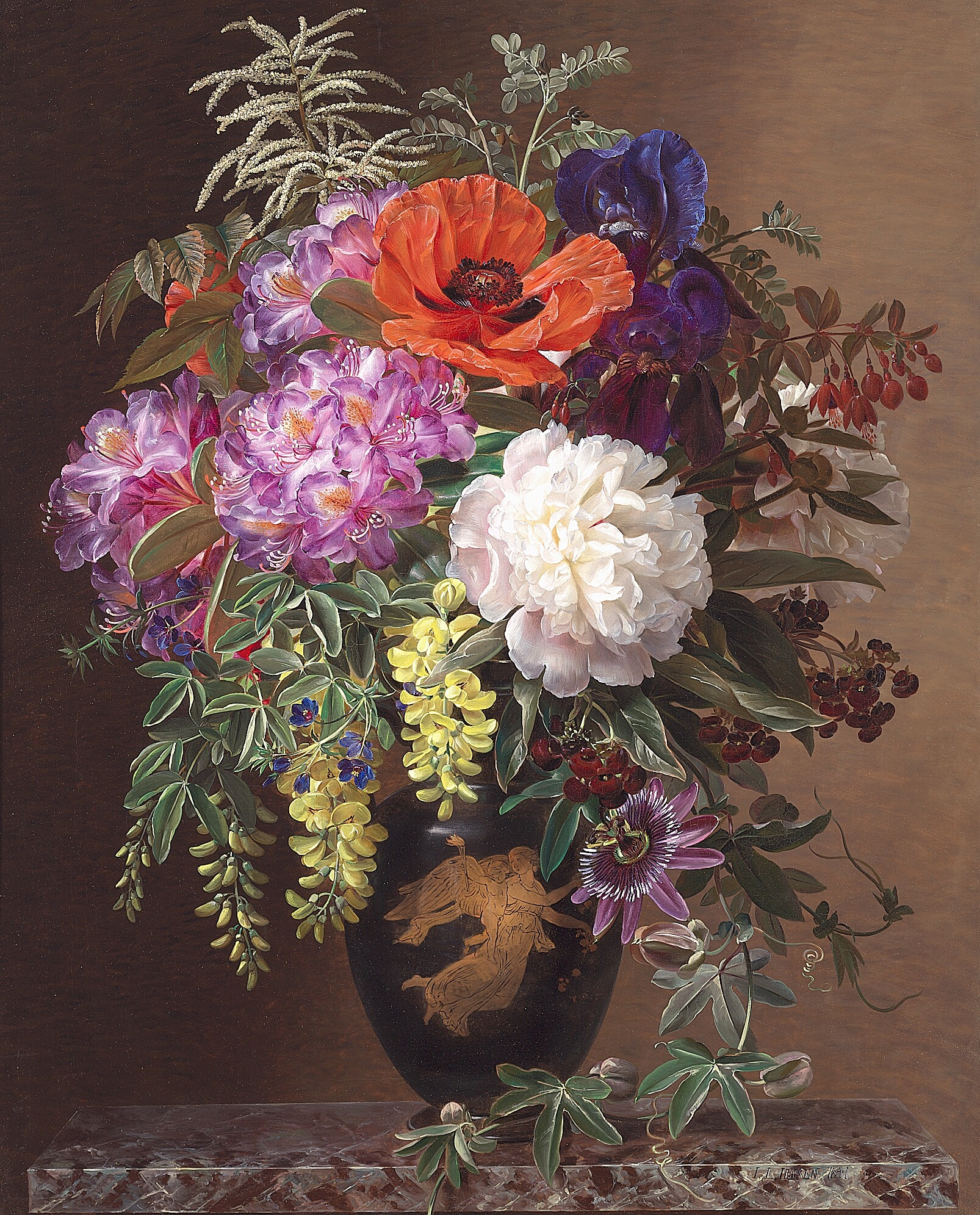
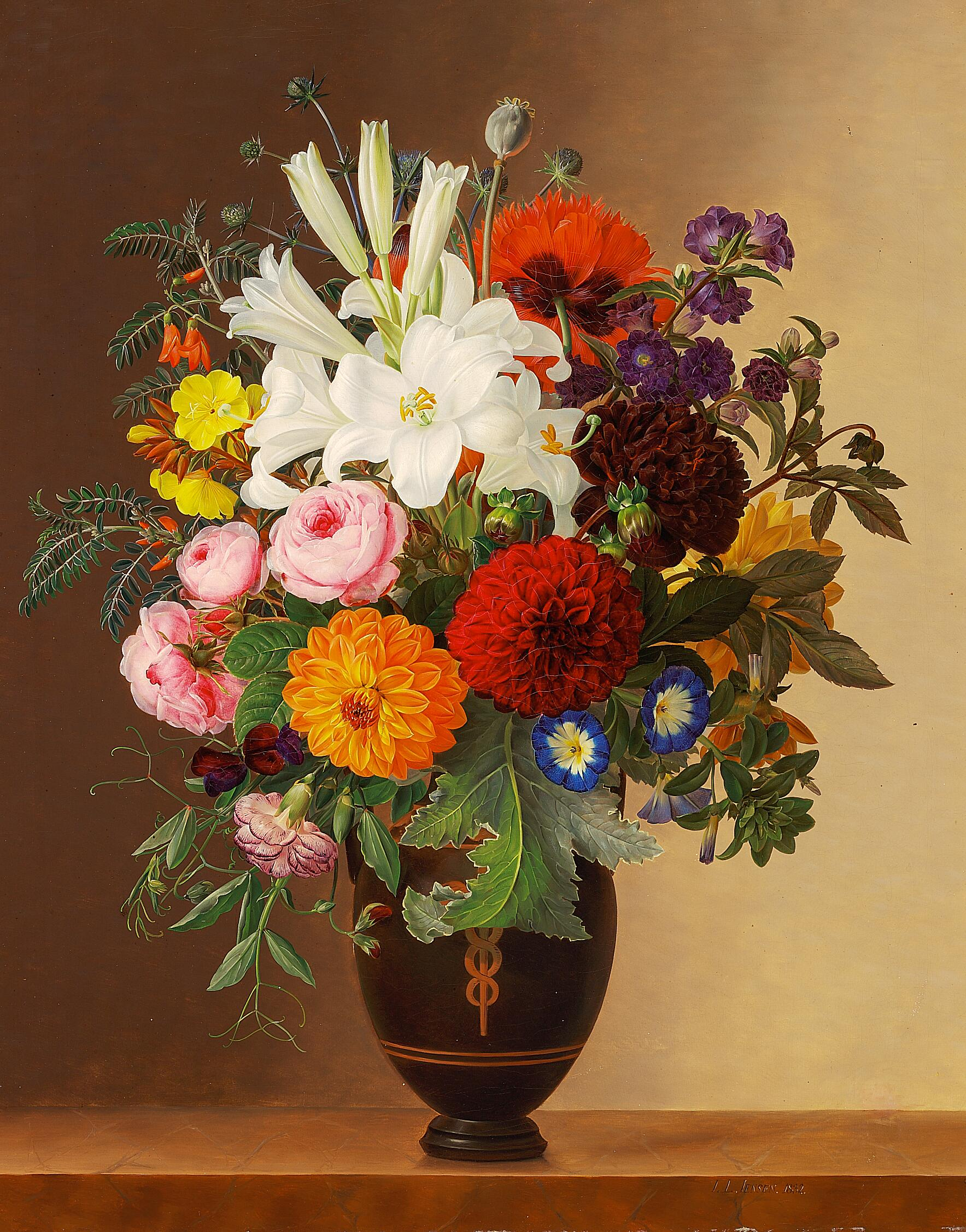